# Principe van Maupertuis
In de klassieke mechanica is het principe van Maupertuis een integraalvergelijking, die het pad bepaalt dat door een natuurkundig systeem wordt gevolgd, zonder de tijdsparametrisatie van dat pad te specificeren. Het is een speciaal geval van het meer algemeen gestelde principe van de kleinste werking. Meer precies gesteld is het een formulering van de bewegingsvergelijkingen van een natuurkundig systeem, niet als differentiaalvergelijkingen, maar als een integraalvergelijking, die gebruikmaakt van de variatierekening.
Dit principe is vernoemd naar de Fransman Pierre Louis de Maupertuis (1698-1759).